# Angel Rat
Angel Rat è il sesto album della band canadese thrash metal Voivod, prodotto nel 1991 dalla MCA Records.
Il bassista Jean-Yves Thériault lascerà il gruppo subito dopo la registrazione del disco.

## Tracce
1. Shortwave Intro – 0:25
2. Panorama – 3:10
3. Clouds in My House – 4:47
4. The Prow – 3:30
5. Best Regards – 3:52
6. Twin Dummy – 2:52
7. Angel Rat – 3:35
8. Golem – 4:33
9. The Outcast – 3:17
10. Nuage Fractal – 3:43
11. Freedoom – 4:37
12. None of the Above – 4:08

## Formazione
- Denis Bélanger - voce
- Jean-Yves Thériault - basso
- Michel Langevin - batteria
- Denis D'Amour - chitarra